# Петроніла Інфантес
Петроніла Інфантес (ісп. Petronila Infantes; 29 червня 1911, Ла-Пас — 8 жовтня 1991, там же) — болівійська анархістка та профспілкова діячка, засновниця Професійної спілки кухарок. Провідна активістка жіночого анархістського руху у Болівії.

## Біографія
Народилася в Ла-Пасі 29 червня 1911 року. У дитинстві її сім'я перебралася до Еукаліптуса, де разом з батьком працювала в американській компанії. Але батько рано помер і вона підробляла вуличною торговкою, а потім кухаркою. Від першого шлюбу у неї народилися син Хосе Енріке та дочка Алісія. Весілля було цивільним, а не релігійною церемонією, оскільки Інфантес з підозрою ставилася до того, куди і як розподілялося церковне багатство.

## Активізм
Брала участь у багатьох протестах, наприклад проти введеної 1935 року на вимогу жінок з вищих верств суспільства заборони проїзду в трамваях для людей з важким багажем або одягом. Під тиском громадськості трамвайним компаніям довелося скасувати заборону, спрямовану проти бідних жінок-чоло з-поміж корінних народів і метисок, які носили традиційні спідниці-польєри та капелюхи-котелки. Багато з них працювали кухарями та страждали від дискримінації.
1936 року брала участь у створенні Професійного союзу кухарок, що складався виключно з жінок і вимагав встановлення фіксованого робочого дня. Робітничий конгрес, що зібрався в Ла-Пасі, у своїй резолюції зажадав «універсалізації домашнього відпочинку», 8-годинного робочого дня, поширення на робітниць у будинку соціального законодавства.

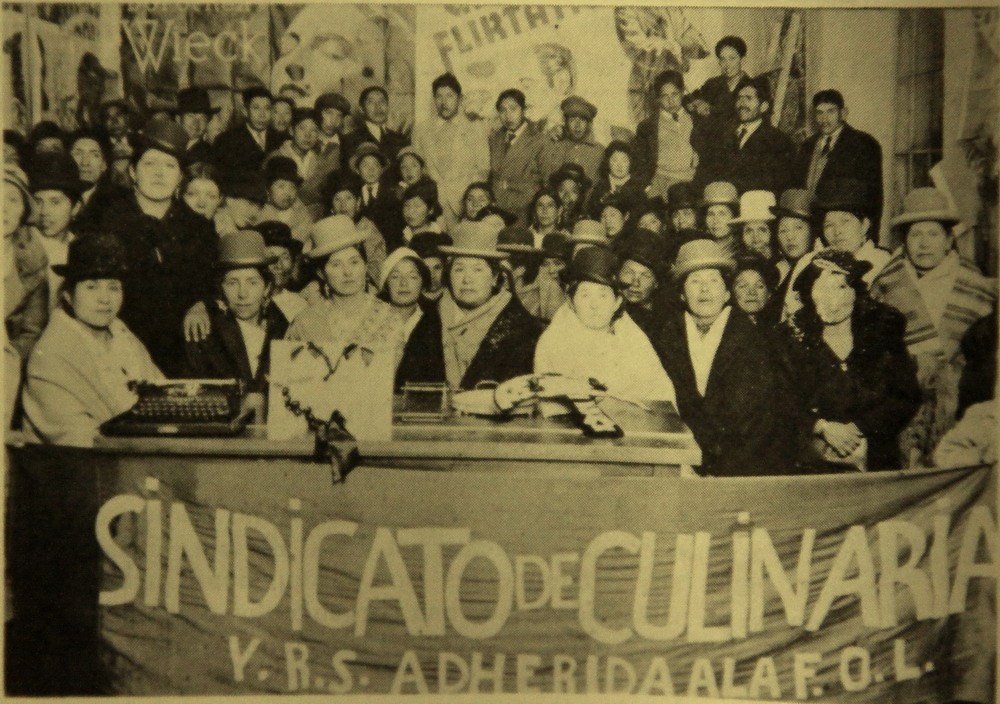
Профспілка кухарок

Словами «До моїх пролетарських товаришів жінок» Інфантес розпочала свій виступ на маніфестації, організованій Місцевою робітничою федерацією Ла-Паса 1937 року. Вона говорила про експлуатацію, яку зазнають жінки, які отримують нижчу зарплату, ніж чоловіки: «Жінки тягнуть важчі, чорні та ганебні ланцюги… Ліки проти цього — це бунт».
Діяльність профспілки кухарок призвела до визнання кухаря професією, до восьмигодинного робочого дня та надання безплатних послуг з догляду за дітьми для працюючих матерів. Ця модель була прийнята іншими жіночими профспілками, зокрема Спілкою квіткарниць. 1940 року, багато в чому завдяки адміністративним навичкам Інфантес, всі дванадцять жіночих профспілок об'єдналися в одну — Жіночу робітничу федерацію. Протягом 1940-х та 1950-х років Інфантес продовжувала координувати роботу федерації. На піку свого розвитку Жіноча робітнича федерація складалася з понад шістдесяти профспілок, а ключовою фігурою у федерації залишалася Інфантес.

## Спадщина
Багато профспілок, як-от Національна федерація домашніх робітниць Болівії, визнають Інфантес однією зі своїх попередниць.